# Matrix
Matrix (títol original en anglès The Matrix) és una pel·lícula de ciència-ficció i acció del 1999, escrita i dirigida per Lilly i Lana Wachowski. Els protagonistes estan encarnats pels actors Keanu Reeves, Laurence Fishburne, Carrie-Anne Moss i Hugo Weaving. L'argument recull bona part de l'herència literària d'autors com Orwell o Huxley. Ha estat doblada i subtitulada al català.

## Argument
Thomas A. Anderson (Keanu Reeves) és un programador informàtic de dia, i de nit és un intrus que usa com a àlies el nom de Neo. Passa la seva vida buscant una persona, Morfeu (Laurence Fishburne), i la resposta a una pregunta: Què és Matrix? Una trobada amb una altra intrusa, Trinity (Carrie-Anne Moss), el condueix fins a Morfeu i la resposta als seus dubtes.
Neo descobreix que el món en el qual creia viure no és més que una simulació virtual creada per una comunitat de màquines superevolucionades, que ara controlen el planeta, a la qual es troba connectat mitjançant un cable endollat al seu cervell. Els milers de milions de persones que viuen connectades al seu voltant estan sent conreades de la mateixa manera per a poder donar energia a les màquines. Aquesta il·lusió col·lectiva (o simulació interactiva) és coneguda com a Matrix.
El grup de rebels del món real que lidera en Morfeu rescata a Neo de la collita de persones on es trobava pres i li expliquen en què consisteix la realitat: es troben prop de l'any 2199 i la humanitat està esclavitzada per les màquines, que després del desenvolupament de la Intel·ligència Artificial, es van rebel·lar contra els seus creadors i ara empren l'espècie humana com a font d'energia. (Vegeu The Second Renaissance de Animatrix per a una explicació més detallada.) Morfeu també li conta a Neo que creu que ell (Neo) és l'Escollit. Aquest Escollit, segons la profecia, serà l'encarregat d'alliberar la humanitat de l'esclavitud a la qual està sotmesa.
El món virtual de Matrix es converteix en el camp de batalla on Neo haurà de combatre contra els agents de Matrix, que són uns programes que intenten impedir que els rebels rescatin a les persones que estan connectades, i en particular contra el temible Agent Smith (Hugo Weaving). En aquest món virtual, els éssers humans que són conscients de la veritable essència del que els envolta, són capaços de desafiar parcialment les lleis físiques com la gravetat, ja que són conscients que (igual que totes les altres coses del món) només es tracta d'un artifici creat com un programa informàtic.
Al final Neo resultarà ser efectivament l'escollit i desenvoluparà un gran poder que li permetrà manipular Matrix fins a uns extrems mai vistos fins aleshores. Serà capaç d'enfrontar-se amb els agents i derrotar-los.

## Personatges principals
Neo: Thomas A. Anderson, en el món fictici de "Matrix". És un programador que a més actua com a pirata informàtic, i que ja ha intuït que alguna cosa està malament en el seu món, per la qual cosa intenta contactar amb Morfeo, encara que no es posa al corrent de la situació fins que coneix a aquest. Una vegada fora de Matrix, Neo es veurà obligat a prendre sobre les seves espatlles el destí de tots.
Morfeo: capità de la nau Nabucodonosor (Nebuchadnezzar en anglès), principal defensor del corrent que defensa l'existència de l'escollit, i el que allibera a Neo de Matrix.
Trinity: tripulant de Morfeo, ajuda a alliberar a Neo i després es converteix en el seu interès romàntic.
Agent Smith: agent de Matrix que primer treballa per a ella i després passa a ser un virus que tracta d'infectar-la.
Cypher: traïdor que es troba en la tripulació de Morfeo i fa un tracte amb l'agent Smith a canvi de fama i fortuna.
Oracle: programa de Matrix amb l'aspecte d'una dona major que està del costat de Morfeo i que li revela coses de l'avenir i informació sobre l'escollit.
Níobe: capitana de la nau Logos, que una vegada va ser la parella de Morfeo.
Merovingi: programa de Matrix que actua al marge d'ella, protegint altres programes de ser esborrats, sempre que pugui utilitzar-los a la seva conveniència.
Persèfone: esposa de Merovingi.
El Faedor de claus: programa capaç de crear claus per a totes les portes que connecten en Matrix.
Seraph: serf i Guardià de l'Oracle.
L'Arquitecte: programa de Matrix que equilibra la forma en què està programada la simulació, i un dels pocs que coneixen la veritable història d'aquesta.

## Zero One
Zero One o 01 és la ciutat on estan les màquines dotades d'intel·ligència artificial. Va ser fundada després del desterrament del món humà. Està situada a Orient Mitjà, el bressol de la civilització humana. 01 va començar a prosperar ràpidament, el seu mercat creixia amb els seus productes d'excel·lent qualitat, deixant enrere als productes manufacturats pels humans. Això produiria una gran recessió en l'economia humana, fet que va produir enveja i indignació dels grans líders. Així va ser com 01 va començar a ser assetjada, rebent embargaments i bloquejos, fins que la situació es va desbordar i es va iniciar un continu bombardeig nuclear sobre la ciutat. Animatrix esmenta això com el "Segon Renaixement".
Va ser així com 01 va començar a expandir-se i conquistar territoris humans en gran part del planeta gairebé sense resistència, desencadenant en una cruenta guerra amb la resta de la humanitat. Durant el curt "El segon renaixement", d'Animatrix, la hi mostra tal com va ser en els seus començaments i durant la guerra, després la hi torna a mostrar en The Matrix Revolutions, quan Neo i Trinity es dirigeixen cap a ella. Està defensada per una barrera pràcticament infranquejable de màquines de combat gegantesques i sentinelles apostats en terra que es van activar quan la Logos s'acostava.

## Matrix i Filosofia
La pel·lícula The Matrix (1999) va suposar una revolució en el cinema de ciència-ficció. Els directors, les germanes Wachowski, van fer servir un estil original de rodar les escenes d'acció i l'habilitat de donar puntades de peu a l'aire, sobre uns pilars filosòfics, culturals i religiosos.
Les referències culturals fan referència a la mitologia grega ja sigui amb els noms (Oracle, Neo, Morfeu, Persèfone, etc); la literatura com (Alícia al país de les Meravelles); al cristianisme amb (l'Escollit), Trinity (La Trinitat), Xifra, etc; el budisme (la metàfora del mirall, el nen budista, el karma, etc); com molts altres noms.
Els problemes filosòfics clàssics que aborda la trilogia Matrix són el problema d'allò real i el problema de la llibertat. Per veure com tracta Matrix el problema d'allò real, cal analitzar l'argument.
La pel·lícula està ambientada en el futur (any 2199 aproximadament). Hi ha una guerra entre humans i màquines. Les màquines han sotmès als humans adormint-los en cubículs, mantenint-los connectats en un món irreal, oníric i fals procedent d'un programa informàtic anomenat Matrix. En el món real sobreviu una colònia d'humans lliures, Sión, que intenta alliberar els que estan sotmesos en els cubículs. Han format un exèrcit amb soldats que han d'entrar a Matrix, així és com troben a Neo, el protagonista. Neo té dubtes, no sap quin mon és real i quin món és Matrix. Haurà de seguir els consells del capità Morfeu i de la soldat Trinity per descobrir-ho.
Quant al problema de la llibertat es pot estudiar des de la seva vessant externa, (els humans dels cubicles no són lliures, ja que s'hi troben immòbils), o des del vessant intern (és l'ésser humà lliure d'escollir el seu futur, la seva vida o hi ha un destí que predetermina tot el que succeirà?). Aquesta és la gran pregunta que té Neo al cap durant tota la saga, ja que es diu que ell és l'Escollit, el salvador de la humanitat. És el vell dilema de la filosofia cristiana entre el destí i el lliure albir.
El problema inicial de Matrix de la llibertat i la pregunta a si vivim en una simulació, ve particularment agafat de la idea de René Descartes amb la seva hipòtesi del geni maligne. A l'inici de l'obra filosòfica de Descartes, ell vol posar en dubte tot el seu coneixement per intentar crear un de fiable, i, per això, es pregunta que passaria si existís un Déu maligne amb l'únic objectiu d'existir per enganyar i crear una falsa il·lusió. Aquesta mateixa és la premissa del Matrix, però sense cap geni maligne si no sent les màquines, responsables d'enganyar als humans.

## Repartiment
- Keanu Reeves: Neo
- Carrie-Anne Moss: Trinity[7]
- Laurence Fishburne: Morfeu
- Hugo Weaving: Agent Smith
- Joe Pantoliano: Cypher
- Gloria Foster: Oracle
- Marcus Chong: Tank
- Belinda McClory: Switch
- Anthony Ray Parker: Dozer
- Julian Arahanga: Apoc
- Matt Doran: Mouse
- Paul Goddart: Agent Brown
- Robert Taylor: Agent Jones
- Bill Young: Tinent

## Premis i nominacions
| Premi        | Categoria                           | Receptor/s                                                  | Resultat   | Ref.  |
| ------------ | ----------------------------------- | ----------------------------------------------------------- | ---------- | ----- |
| Premis Oscar | Millor Edició                       | Zach Staenberg                                              | Guanyador  | [ 8 ] |
| Premis Oscar | Millor Edició de So                 | Dane A. Davis                                               | Guanyador  | [ 8 ] |
| Premis Oscar | Millors Efectes Visuals             | John Gaeta, Janek Sirrs, Steve Courtley & Jon Thum          | Guanyadors | [ 8 ] |
| Premis Oscar | Millor So                           | John T. Reitz, Gregg Rudloff, David E. Campbell & David Lee | Guanyadors | [ 8 ] |
| Premis BAFTA | Millors efectes especials i visuals | John Gaeta, Janek Sirrs, Steve Courtley & Jon Thum          | Guanyadors | [ 9 ] |
| Premis BAFTA | Millor So                           | John T. Reitz, Gregg Rudloff, David E. Campbell & David Lee | Guanyadors | [ 9 ] |
| Premis BAFTA | Millor Fotografia                   | Bill Pope                                                   | Nominat    | [ 9 ] |
| Premis BAFTA | Millor Edició                       | Zach Staenberg                                              | Nominat    | [ 9 ] |
| Premis BAFTA | Millor Direcció Artística           | Owen Paterson                                               | Nominat    | [ 9 ] |

## Escenabullet time
Una de les escenes més famoses, per la seva complexitat tècnica, d'aquesta pel·lícula és aquella on el protagonista, en Neo, esquiva les bales a càmera lenta, gairebé com si el temps es congelés, mentre que la càmera gira al seu voltant. Per crear aquest efecte es va utilitzar una tècnica anomenada bullet time. S'ha de dir que aquest efecte va agafar molta fama a causa de l'ús d'aquest a Matrix, ja que anys endarrere s'havia usat en un videoclip, però no havia aconseguit tanta popularitat. Molt resumidament, el bullet time és una tècnica cinematogràfica que consisteix a captar un moviment fet servir una sèrie de càmeres situades en una posició fixa que es disparen simultàniament, d'aquesta forma és possible capturar un mateix moviment des d'angles de visió diferents. Depenent de la posició de les càmeres es pot crear un moviment circular, en forma d'espiral, una corba, etc. Finalment, per aconseguir l'efecte final de congelació del moviment es reprodueixen aquestes imatges a càmera lenta.
En el cas concret de Matrix per crear el seu famós bullet time es van utilitzar 120 càmeres col·locades en un angle aproximat de 12 graus. Aquestes càmeres formaven una espiral descendent, factor que es pot comprovar en el resultat final de l'escena, ja que la càmera segueix el personatge seguint aquest recorregut. Cal afegir que aquesta escena es va gravar amb un fons croma, per poder crear l'escenari que es vulgui. La fase de postproducció va ser de gran importància, ja que es va haver d'ajuntar 120 fotografies independents que conjuntament creessin la sensació de moviment.